# Société d'émulation du département des Vosges
La Société d'émulation du département des Vosges (SEV) est une société savante française fondée à Épinal en 1825. Elle est toujours en activité, et, à ce titre, représente la société savante vosgienne la plus vénérable et la plus ancienne du département.

## Histoire
Issue de la fusion souhaitée par la Préfecture du département des Vosges de deux sociétés jugées trop modestes, la Société d’agriculture et la Société des antiquités, la société d'émulation du département des Vosges a été fondée le 8 janvier 1825 pour constituer de facto un monopole sur le département, puis reconnue d’utilité publique par ordonnance royale du 28 octobre 1829. Le préfet des Vosges entre le 7 avril et 1824 et le 3 mars 1828, Pierre-Louis-Nicolas de Meulan, accorde le droit à cette société de se créer. À la fin du XIXe siècle, la société est fermement établie au premier étage de l'école primaire des garçons, rue Lormont à Épinal.  
Dès sa création, il est dit que la Société d'émulation du département des Vosges « s'occupe particulièrement des améliorations de l'agriculture, de la propagation des nouvelles découvertes, de la recherche des antiquités du département, des progrès du commerce et de l'industrie, ainsi que de tout ce qui a rapport à la statistique du département ». 
Depuis 1830, la société publie annuellement des annales.

## Anciens membres
La date mentionnée entre parenthèses est l'année de l'obtention du statut de membre par la commission d'admission. Il s'agit de membres titulaires et résidents à Epinal ou qui ont été pendant quelques années, titulaire sauf mention contraire. 

### Membres fondateurs et membres (titulaires ou autres) de la première décennie 1830
- Edouard Bergé
- Étienne Bobillier, membre correspondant
- Charles Charton (1825)
- Jacques-Eugène Defranoux (1828), le plus souvent membre associé
- Antoine Dutac (1825)
- le sieur Evon, agronome
- le sieur Guéry (botaniste)
- le sieur Haxo, docteur en médecine (plus tard secrétaire perpétuel de la SEV)
- le sieur Hogard père
- Henri Hogard ou Hogard fils (agent voyer, géologue)
- Jean-Baptiste Prosper Jollois, membre correspondant
- le sieur Lemarquis, procureur du Roi
- le sieur Mansion, inspecteur des écoles primaires
- H. Mathieu (médecin-vétérinaire, secrétaire de la SEV)
- le sieur Muschina (conservateur des forêts)
- Antoine Mougeot, médecin naturaliste de Bruyères, membre associé
- Jean-Baptiste Mougeot
- le sieur Parisot (secrétaire perpétuel)
- le sieur Résal, avocat à Dompaire et maire de Dompaire, membre associé
- le comte H. Siméon (1825) (préfet à l'origine de la fondation-fusion)

### Membres (titulaires ou autres) admis entre 1840 et 1870
- Henri Bardy, pharmacien de Saint-Dié, membre associé libre
- Baudrillard, inspecteur des forêts
- Louis Georges Buffet, membre associé libre (1850)
- le sieur Bienaymé
- le sieur Chapelier, instituteur, archiviste de la société
- le sieur Chavanne, propriétaire, licencié en droit
- le sieur Conus, professeur de rhétorique
- le sieur Claude, ancien notaire
- le sieur Colnenne, garde général puis inspecteur des forêts, archéologue
- Docteur L. Crousse, médecin
- Sébastien Deblaye, propriétaire, commandant de la garde nationale d’Épinal
- le sieur Demenge
- Duhamel, archiviste-paléographe
- Dutac aîné et Dutac jeune, alias les frères Dutac, practiculteurs, membres associés
- le sieur Figarol, membre correspondant
- le sieur Gahon
- Gérard Gley, professeur de collège, président
- Charles Grad, membre correspondant (1869), écrivain habitant Turckheim
- le sieur Lapicque, vétérinaire, père de Louis Lapicque
- Jules Laurent, archéologue et numismate, directeur du musée
- le sieur Lemoyne, inspecteur des lignes télégraphiques
- le sieur Leroy, avocat
- Charles Lebrunt, professeur de mathématiques, président puis secrétaire perpétuel
- le sieur Malgras, inspecteur d'académie
- Marchal, agent-voyer chef
- A. Maud'heux, avocat, juge, maire d’Épinal et président de la SEV
- Maudheux fils, docteur en droit, avocat
- Antoine Mougeot, fils du docteur Antoine Mougeot père, médecin, membre associé
- Frère Ogérien alias Etienne Ogérien, membre correspondant admis en 1862 (ami de Defranoux)
- le sieur Rambaud, avocat
- le sieur Résal fils, médecin à Dompaire, membre associé
- le sieur Reuss, professeur de mathématiques à Mirecourt, membre associé de la section sciences
- Frédéric Seillière, membre associé libre (1868) ingénieur civil à Paris
- Schoell-Dolfuss, ancien directeur de fabrique chimique
- Xavier Thiriat, membre associé libre (1864), secrétaire de mairie à Vagney

### Membres (titulaires ou autres) entre 1870 et 1914
- Lucien Adam, linguiste spécialiste du lorrain, membre correspondant
- Arthur Benoit (1870), membre correspondant de Nancy.
- le docteur Eugène Berher, médecin, naturaliste et entomologiste (1870)
- Henry Boucher, membre associé libre (1875), fabricant de papier à Docelles
- Félix Bouvier
- Paul Chevreux (1880), président
- l'imprimeur spinalien Collot, membre titulaire (1875)
- Em. Fleuriel (1900), inspecteur d'académie en retraite
- Alban Fournier (1875), membre associé habitant Rambervillers
- M. Gabé (1878), conservateur des forêts
- I. Ganier, juge de paix
- Adolphe Garnier (1878) conducteur des P et C
- Edgar Gazin
- Nicolas Haillant (1875), lexicologue spécialiste du patois vosgien, secrétaire perpétuel
- Kampmann (1885), industriel, géologue
- Charles Liégeois
- Léon Louis (1886)
- Max Simon (1883)
- Constant Tremsal (1892), directeur d'école primaire, archiviste-bibliothécaire vers 1900
- Félix Voulot (1876)

### Membre après la Grande Guerre

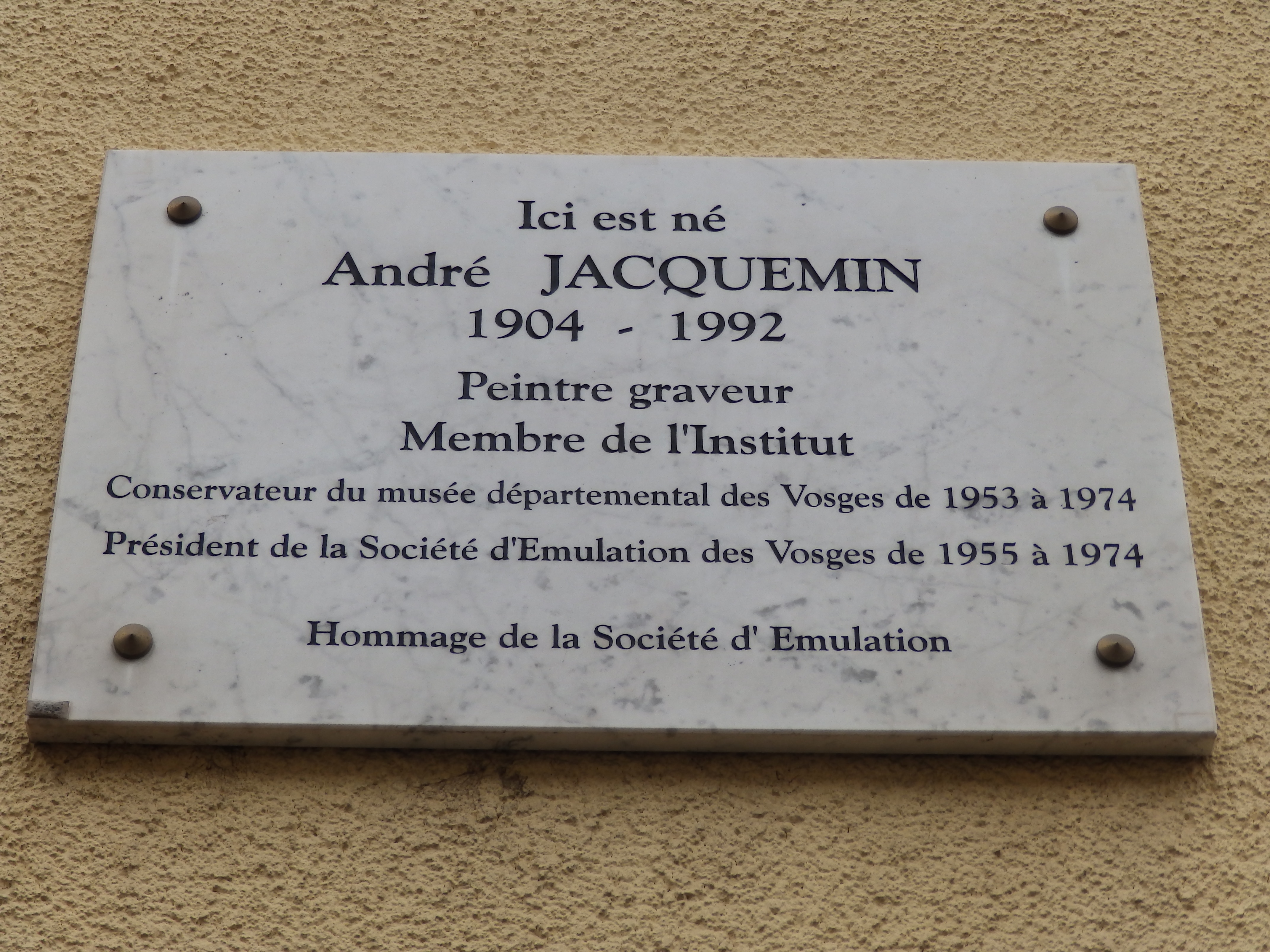
Plaque à André Jacquemin à Epinal.

- André Philippe, archiviste, président
- Georges Baumont

### Membre après 1950
- André Jacquemin, graveur, président de 1955 à 1974.
- Francis-Henri Courroy, président de 1982 à 2005.

#### Données spécifiques internes
- Isabelle Chave (dir.), 8 J. Archives de la Société d’émulation des Vosges (1806-1848), Archives départementales des Vosges, Épinal, 2005
- Annales de la Société d'émulation du département des Vosges (1831-1926), Gérard, Épinal, lire en ligne sur Gallica
- Bulletin trimestriel de la Société d'émulation du département des Vosges (1920-1930), Épinal, lire en ligne sur Gallica
- Blog de la Société d'émulation des Vosges

#### Quelques présentations externes
- « Société d'émulation du département des Vosges (SEV) - ÉPINAL cedex », sur cths.fr, Comité des travaux historiques et scientifiques.
- Présentation sur le site de la Fédération des sociétés savantes des Vosges
- Jean-Paul Rothiot, alors président de la Fédération des sociétés savantes des Vosges, narre l'histoire des sociétés savantes locales